# Rivière des Renards
Rivière des Renards är ett vattendrag i Kanada.   Det ligger i provinsen Québec, i den sydöstra delen av landet, 400 km öster om huvudstaden Ottawa.
I omgivningarna runt Rivière des Renards växer i huvudsak blandskog. Runt Rivière des Renards är det mycket glesbefolkat, med 7 invånare per kvadratkilometer.